# Fossette sensorielle
Les fossettes sensorielles, appelées aussi fossettes thermosensibles, fossettes labiales ou fossettes loréales, sont des organes sensoriels permettant à certains serpents de détecter le rayonnement infrarouge dans leur environnement et ainsi de repérer leurs proies homéothermes, qui se distinguent par leur chaleur sur un fond plus froid.

## Systèmes de détection infrarouge

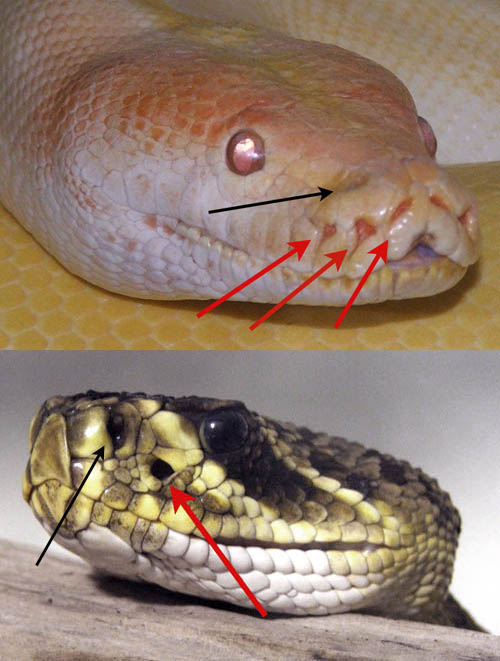
Les deux types de fossettes sensorielles (flèches rouges) : en haut Python, en bas serpent à sonnette (Flèches noires: narines).

La fossette sensorielle est un organe sensoriel qui s'est développé indépendamment dans deux familles différentes de serpents : chez les Boidae, ce sont surtout les Pythoninae (à l'exception des espèces du genre Aspidites) et quelques genres de la sous-famille des Boinae qui possèdent ces fossettes ; et chez les Crotalinae, dont les fossettes les caractérisent parmi les autres vipéridés, et leur a donné leur nom en allemand, Grubenotter (vipère à fosse).
Les premiers ont des fossettes labiales, situées derrière des écailles labiales qui les ferment (et les protègent, mais au détriment de la sensibilité). 

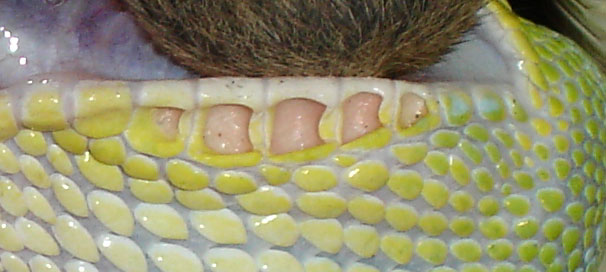
Fossettes labiales d'un Python vert.

Les seconds ont des fossettes loréales, ouvertes, localisées de chaque côté de la tête entre l'œil et la narine dans la mâchoire supérieure.
Dans la fossette sensorielle se ramifient des milliers de terminaisons sensorielles, permettant la détection du rayonnement infrarouge et de chasser même en obscurité complète. Les thermorécepteurs dans les fossettes s'activent et génèrent un message nerveux lorsque le seuil de détection est atteint — une différence de 0,003°C au niveau de la terminaison sensorielle des crotales,, et de 0,026°C des pythons[réf. nécessaire] —, permettant au serpent[Lequel ?] de distinguer des changements de température de 0,2°C.